# 土城站 (新北市)
24°58′20″N 121°26′38″E / 24.97222°N 121.44389°E

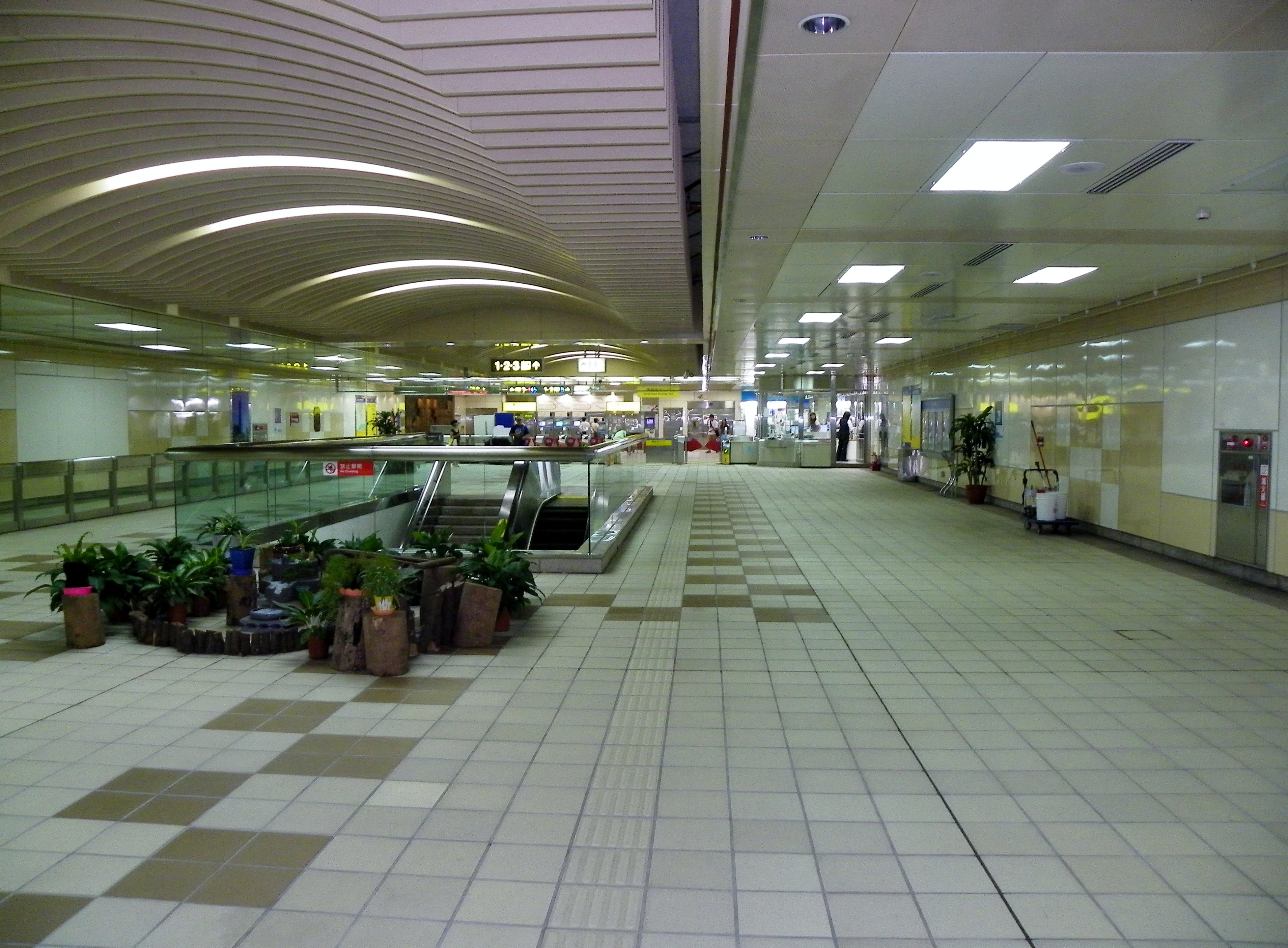
大廳層

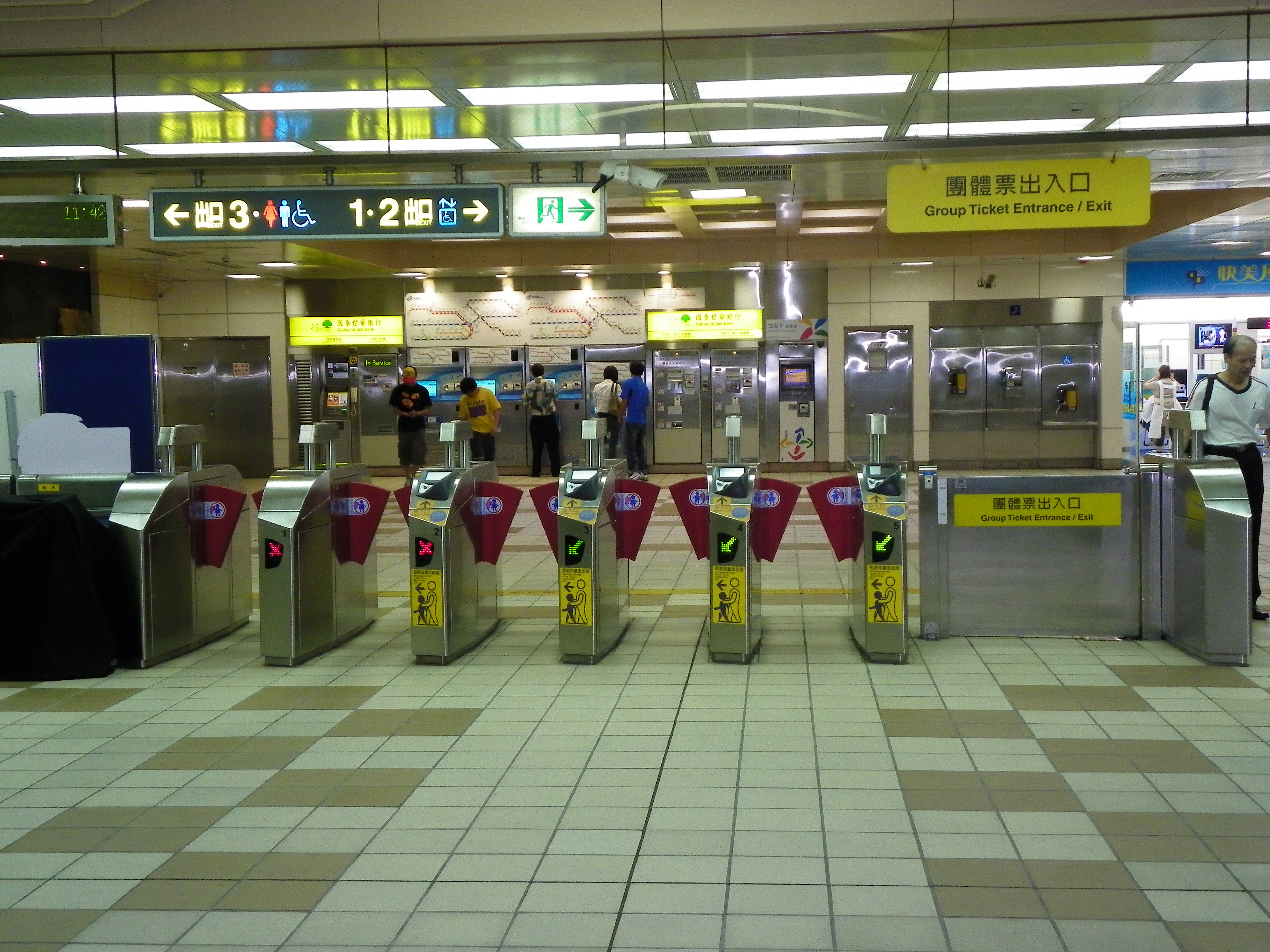
驗票口

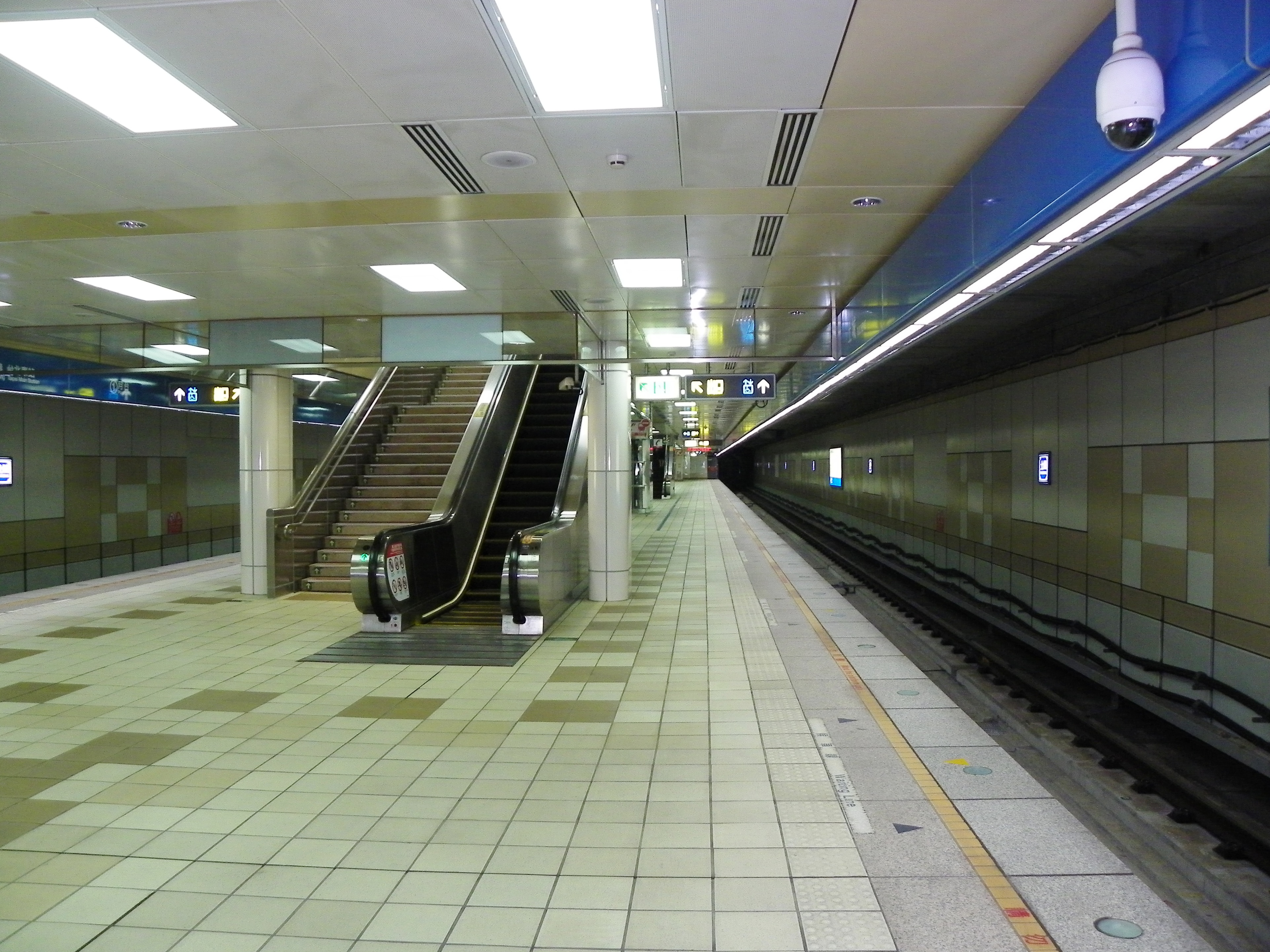
月台

土城站位於台灣新北市土城區，為台北捷運板南線（土城線）、萬大樹林線第二期工程（規劃中）的捷運車站。

## 車站概要
車站位於金城路一段地下，接近和平路口；車站編號為BL03，通車前曾暫名為土城市公所。站名取自所在地地名「土城」。站內設有公共藝術作品「金城傳奇」。

## 車站構造

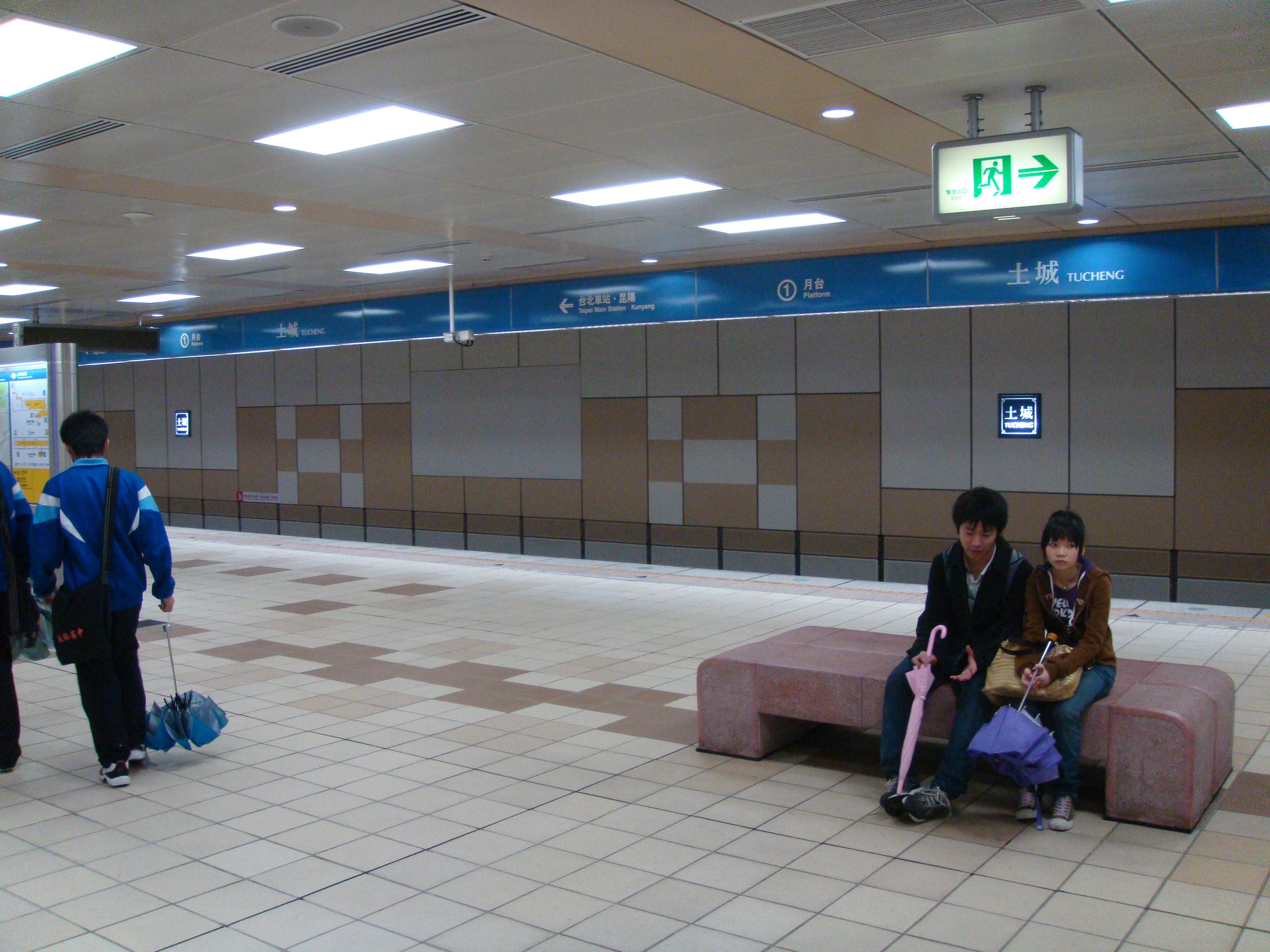
頂埔站通車前（攝於2008年3月）

- 板南線（土城線）：地下二層車站，一個島式月台，三個出入口。本站設有半高式月台門。
- 萬大樹林線第二期工程：將採用高架車站，兩個側式月台，兩個出入口。本站將設有全高式月台門。[3]

### 車站樓層
| 地面      | 出入口             | 出入口                                   |
| 地下 一樓 | 大廳層             | 車站大廳、詢問處、自動售票機、驗票閘門   |
| 地下 一樓 | 大廳層             | 洗手間（付費區外）                       |
| 地下 二樓 | 一月台             | ← 板南線 往南港展覽館方向（BL04 海山站） |
| 地下 二樓 | 島式月台，左側開門 |                                          |
| 地下 二樓 | 二月台             | 板南線 往頂埔方向（BL02 永寧站） →       |

### 車站出口
出口1、2位於車站西端，出口3位於車站東端，無障礙電梯位於出口1。
| 出入口                          | 圖片 | 位置                                 |
| ------------------------------- | ---- | ------------------------------------ |
| 出入口1 · 設有電梯 · 設有手扶梯 |      | 金城公園                             |
| 出入口2 · 設有手扶梯            |      | 和平路（金城路一段北側、和平路東側） |
| 出入口3                         |      | 大暖路                               |
| 註： 設有電梯 \| 設有手扶梯     |      |                                      |

## 歷史
- 2006年5月31日：隨著板橋線「新埔－府中」段與土城線「府中－永寧」段正式通車而啟用[4]:330。
- 2014年10月22日：下午四點多時，土城站1號月台往南港、台北車站方向一名約50歲男子，在列車進站前，想不開跳下軌道，在當時沒有列車通行，男子只有頭部輕傷，沒有生命危險，造成板南線影響上千名乘客。捷運永寧站至海山站以單線雙向營運大約17分鐘。並於永寧站－新埔站間啟動公車接駁。
- 2018年9月23日：半高式月台門正式啟用，自此，台北捷運所有車站皆設置有月台門。

## 利用狀況
除捷運站外，車站所在的金城路設有「捷運土城站」及「土城區公所」公車站牌，路線以往來中永和、三峽地區地區為主。
根據2024年12月資料，土城站每日旅運量約為17,326人次，在台北捷運各站中排行第93名。此外也為了防止人員跳（落）軌等因素，本站已經於2018年增設半高式月台門來保護民眾與行車的安全，為板南線全線與台北捷運系統所有通車時未裝月台門的車站中，最後一個完成裝設半高式月台門的捷運車站。
| 年   | 年間      | 年間      | 年間      | 年間  | 單日平均 | 單日平均 |
| 年   | 上車      | 下車      | 上下車計  | 來源  | 上車     | 上下車   |
| ---- | --------- | --------- | --------- | ----- | -------- | -------- |
| 2006 | 873,393   | 880,431   | 1,753,824 | [ 5 ] | 4,062    | 8,157    |
| 2007 | 1,649,290 | 1,636,718 | 3,286,008 | [ 5 ] | 4,519    | 9,003    |
| 2008 | 1,846,624 | 1,838,428 | 3,685,052 | [ 5 ] | 5,045    | 10,068   |
| 2009 | 1,917,165 | 1,918,854 | 3,836,019 | [ 5 ] | 5,253    | 10,510   |
| 2010 | 2,025,168 | 2,020,227 | 4,045,395 | [ 5 ] | 5,548    | 11,083   |
| 2011 | 2,140,300 | 2,129,449 | 4,269,749 | [ 5 ] | 5,864    | 11,698   |
| 2012 | 2,241,047 | 2,221,828 | 4,462,875 | [ 5 ] | 6,123    | 12,194   |
| 2013 | 2,289,908 | 2,264,980 | 4,554,888 | [ 5 ] | 6,274    | 12,479   |
| 2014 | 2,351,721 | 2,313,966 | 4,665,687 | [ 5 ] | 6,443    | 12,783   |
| 2015 | 2,412,169 | 2,375,424 | 4,787,593 | [ 5 ] | 6,609    | 13,117   |
| 2016 | 2,462,604 | 2,406,132 | 4,868,736 | [ 5 ] | 6,728    | 13,303   |
| 2017 | 2,501,087 | 2,436,048 | 4,937,135 | [ 5 ] | 6,852    | 13,526   |
| 2018 | 2,591,967 | 2,536,727 | 5,128,694 | [ 5 ] | 7,101    | 14,051   |

## 公共藝術
設有公共藝術《金城傳奇》。

## 車站周邊
- 土城區公所
- 新北市公共自行車租賃系統
  - 捷運土城站(1號出口)
  - 捷運土城站(2號出口)
  - 捷運土城站(3號出口)
- 新北市政府警察局土城分局暨土城派出所
- 新北市土城區衛生所
- 新北市土城區戶政事務所
- 新北市立圖書館土城分館
- 金城公園
- 土城國小
- 土城區農會
- 五穀先帝廟

## 公車資訊
| 出口     | 公車站名       | 公車路線             | 經營業者 | 行駛方向                          |
| -------- | -------------- | -------------------- | -------- | --------------------------------- |
| 出口1、2 | 捷運土城站     | 藍17                 | 臺北客運 | 往捷運永寧站方向                  |
| 出口1、2 | 捷運土城站     | 藍40                 | 臺北客運 | 往土城區公所方向                  |
| 出口1、2 | 捷運土城站     | 706                  | 臺北客運 | 往三峽二站方向                    |
| 出口1、2 | 捷運土城站     | 頂溪頂埔跳蛙公車     | 臺北客運 | 往捷運頂埔站方向（行駛路徑同 706) |
| 出口1、2 | 捷運土城站     | 三峽中和高中跳蛙公車 | 臺北客運 | 往三峽方向                        |
| 出口1、2 | 捷運土城站     | 847區間車繞          | 指南客運 | 往樹林                            |
| 出口1、2 | 免費接駁車站位 | 土城觀自在免費接駁車 | 通運業者 | 往土城觀自在                      |
| 出口3    | 捷運土城站     | 藍17                 | 臺北客運 | 往板橋五福新村方向                |
| 出口3    | 捷運土城站     | 藍40                 | 臺北客運 | 往土城華克山莊方向                |
| 出口3    | 捷運土城站     | 706                  | 臺北客運 | 往中永和、台北捷運台大醫院站方向  |
| 出口3    | 捷運土城站     | 頂溪頂埔跳蛙公車     | 臺北客運 | 往捷運頂溪站方向（行駛路徑同 706) |
| 出口3    | 捷運土城站     | 三峽中和高中跳蛙公車 | 臺北客運 | 往中和高中方向                    |
| 出口3    | 捷運土城站     | 847區間車繞          | 指南客運 | 往捷運亞東醫院站                  |

※欲搭乘僅假日行駛的570與572路線的乘客請由2號出口出站直走至【土城區公所】站站位乘車※

## 外部連結
- 臺北大眾捷運股份有限公司 （页面存档备份，存于）
- 臺北市政府捷運工程局 （页面存档备份，存于）
- 土城站位置圖（台北捷運公司） （页面存档备份，存于）
- 土城站車站剖面相關位置圖（台北捷運公司） （页面存档备份，存于）
- 販賣店現況 （页面存档备份，存于）